# دير القديس أنطونيوس (ميتيورا)

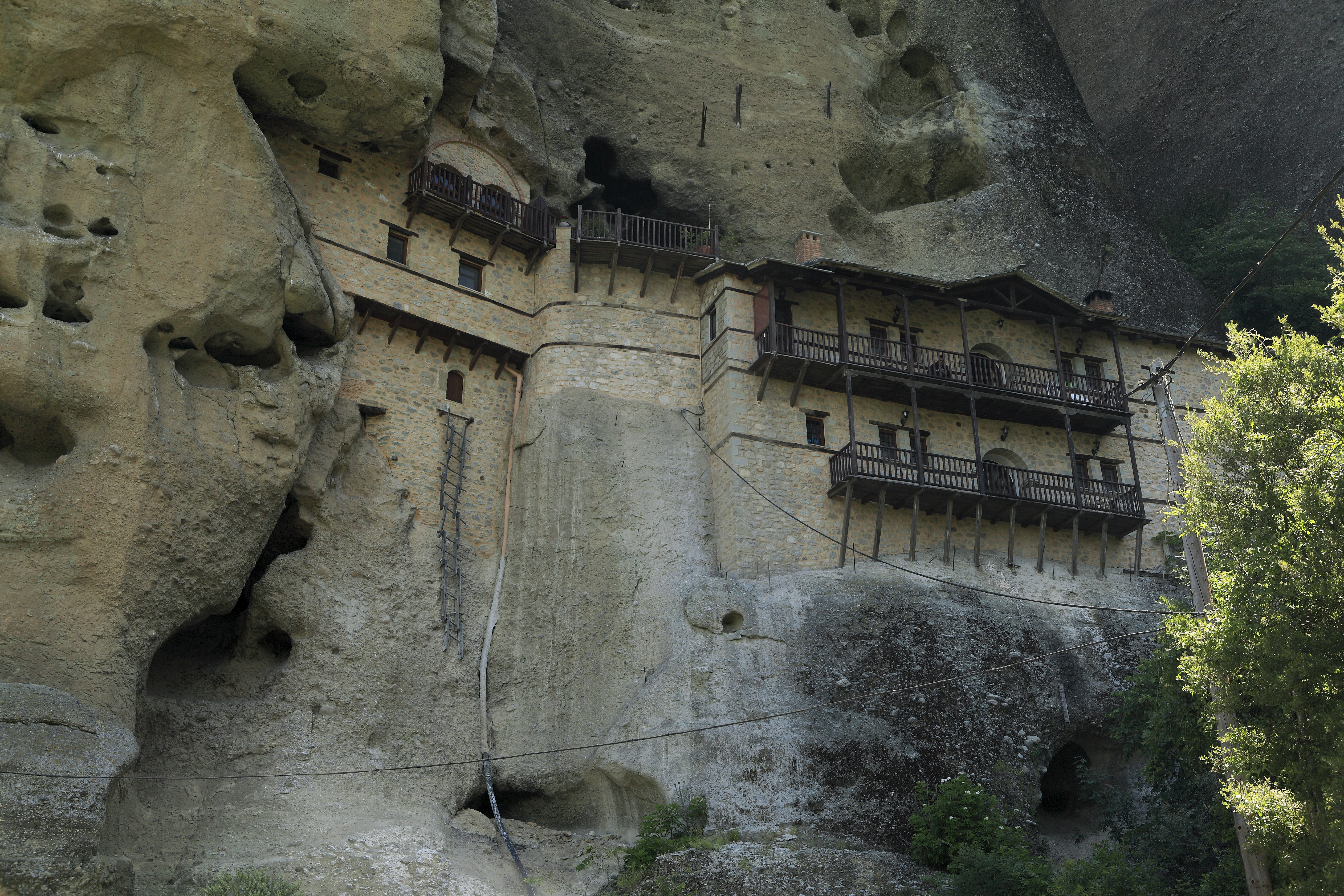
يمكن رؤية أطلال الدير في المقدمة

دير القديس أنطونيوس ( اليونانية: Μονή Αγίου Αντωνίου، رومنة: Moni Agiou Antoniou ) هو دير أرثوذكسي شرقي سابق وهو جزء من مجمع دير ميتيورا في ثيساليا ، وسط اليونان .   إنه الدير الرئيسي على صخرة بيكساري .
أصبح دير القديس أنطونيوس لا يعمل واصبح مهجورا.

## نظرة عامة
تم بناء الدير في القرن الرابع عشر تقريبًا.  :98ويمكن الوصول إلى المدخل الرئيسي للدير عبر طريق معبد.

## معرض الصور

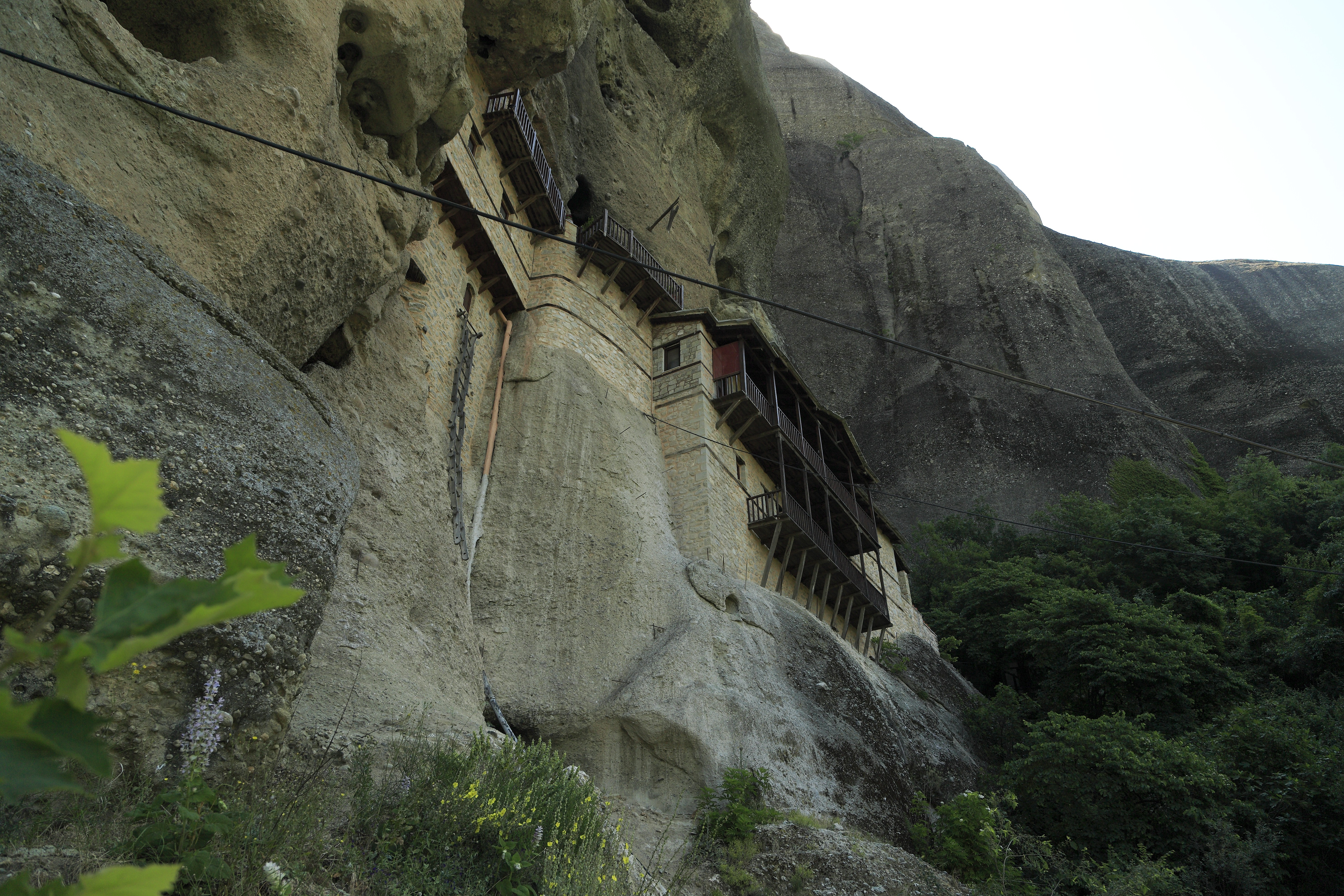
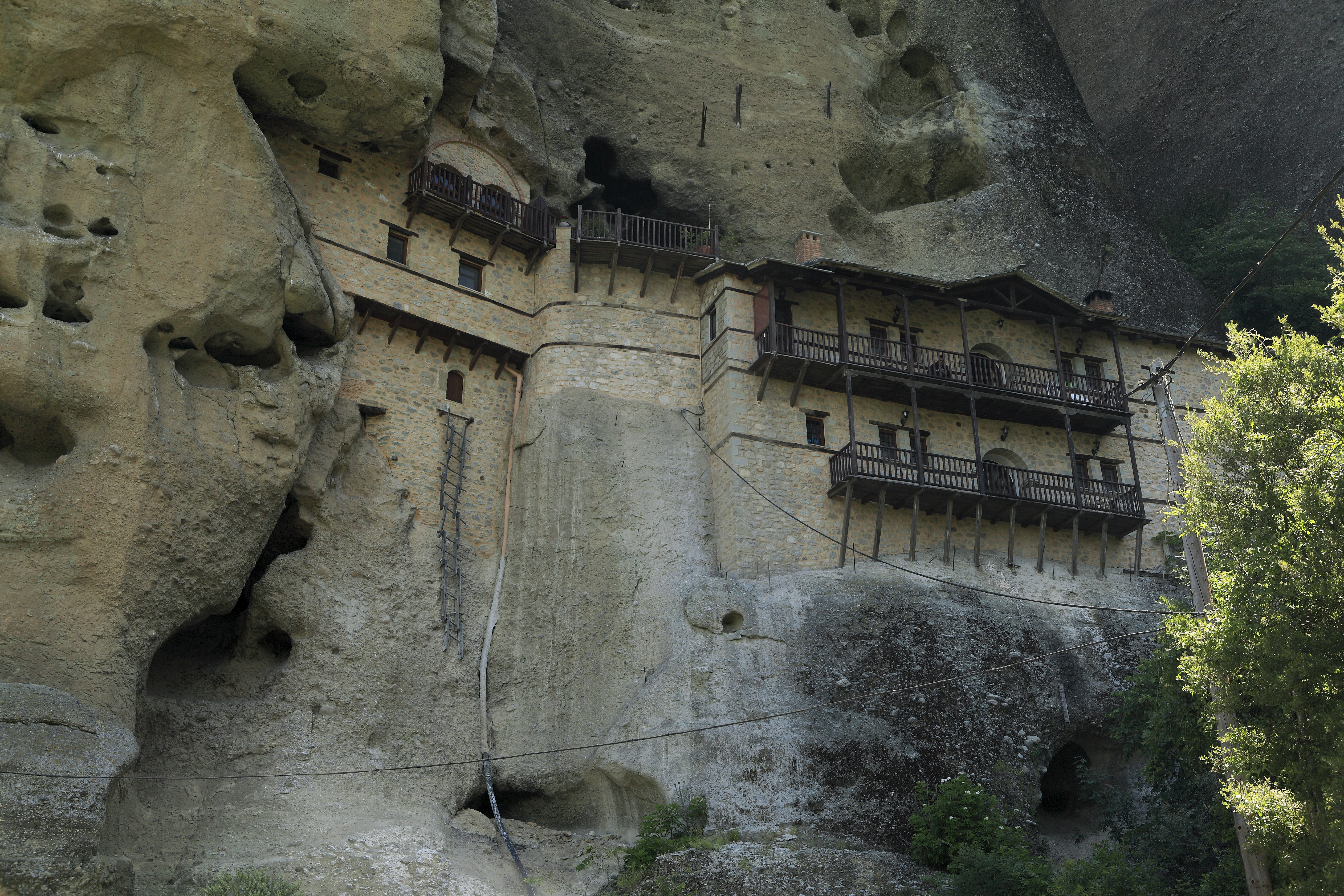
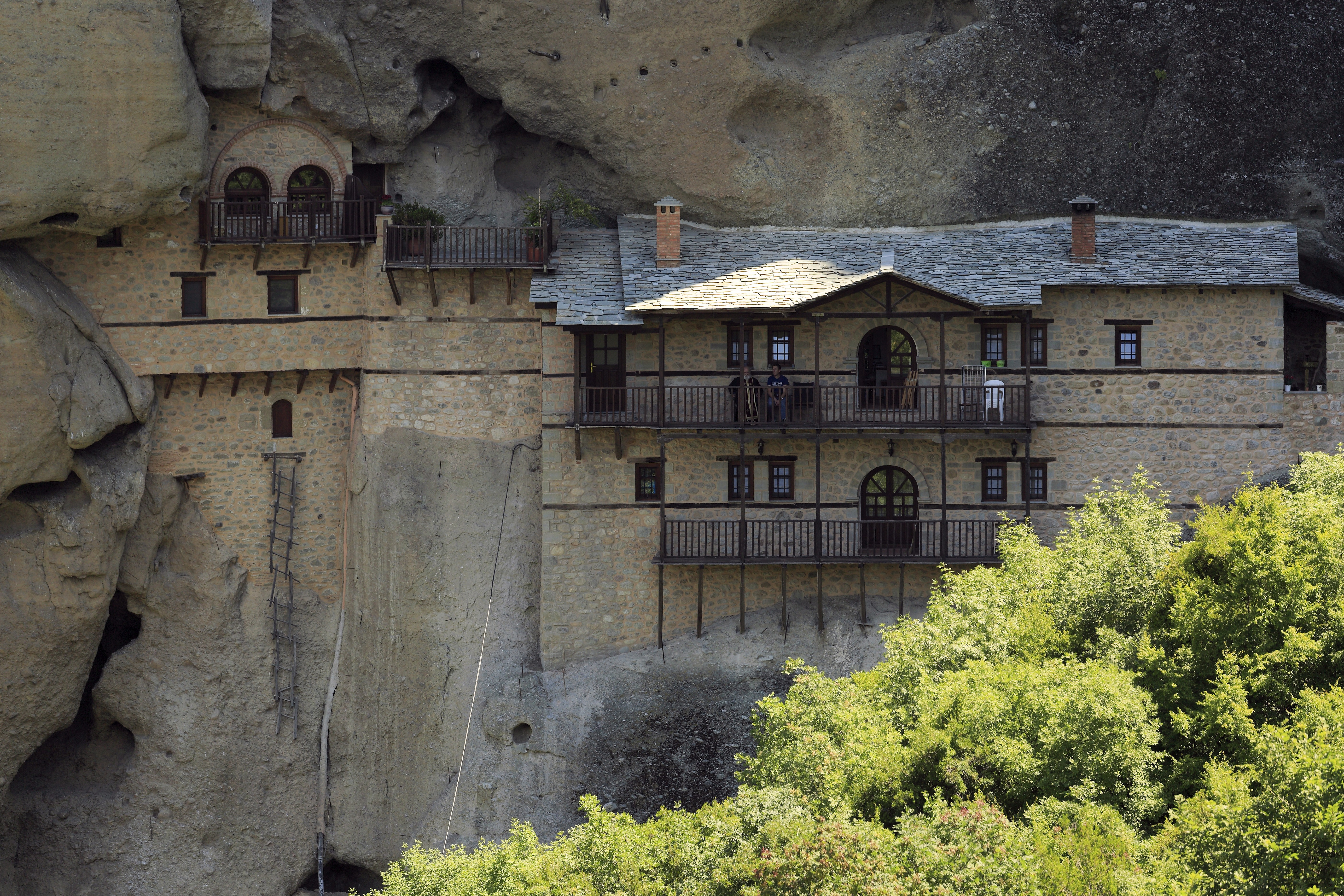
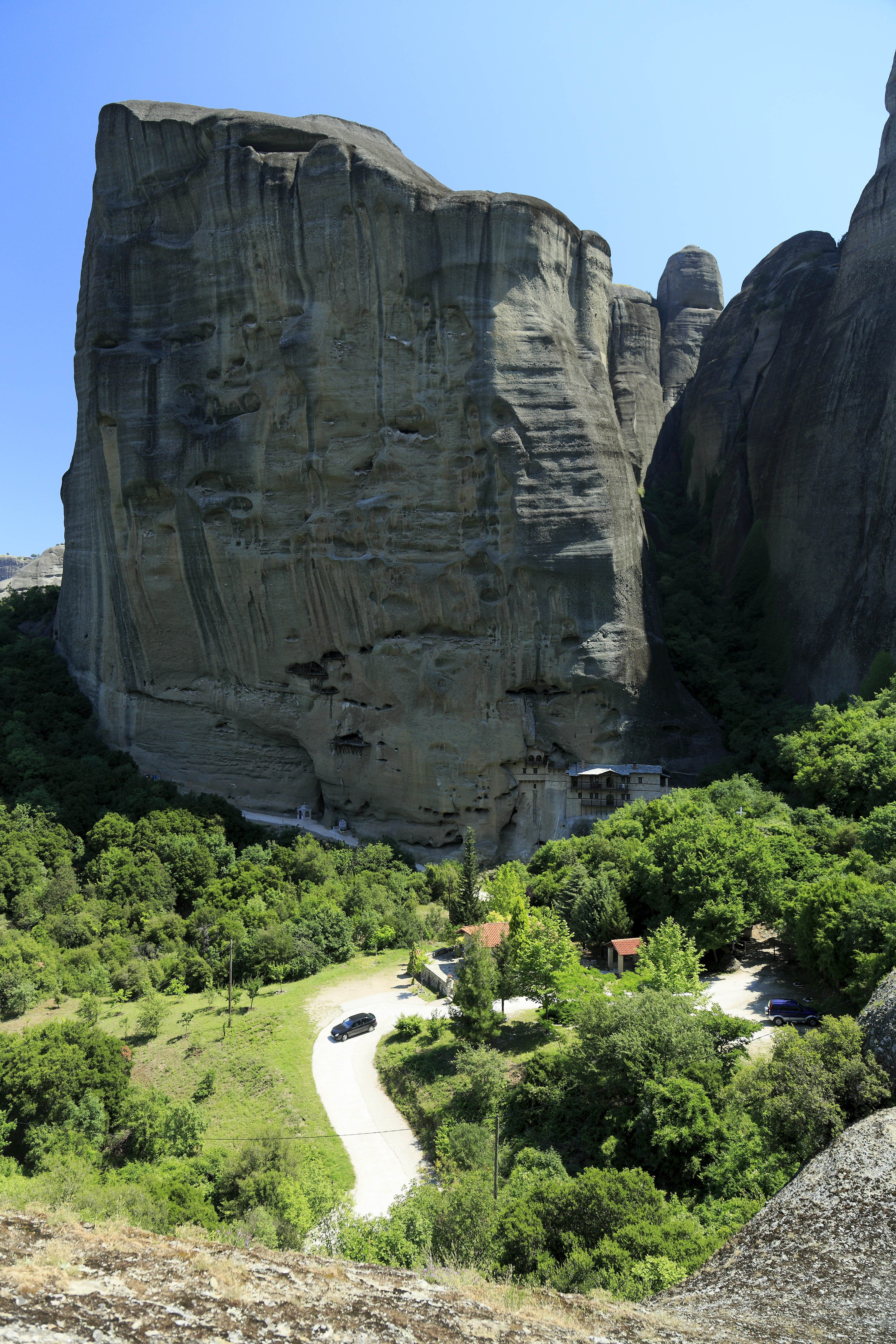
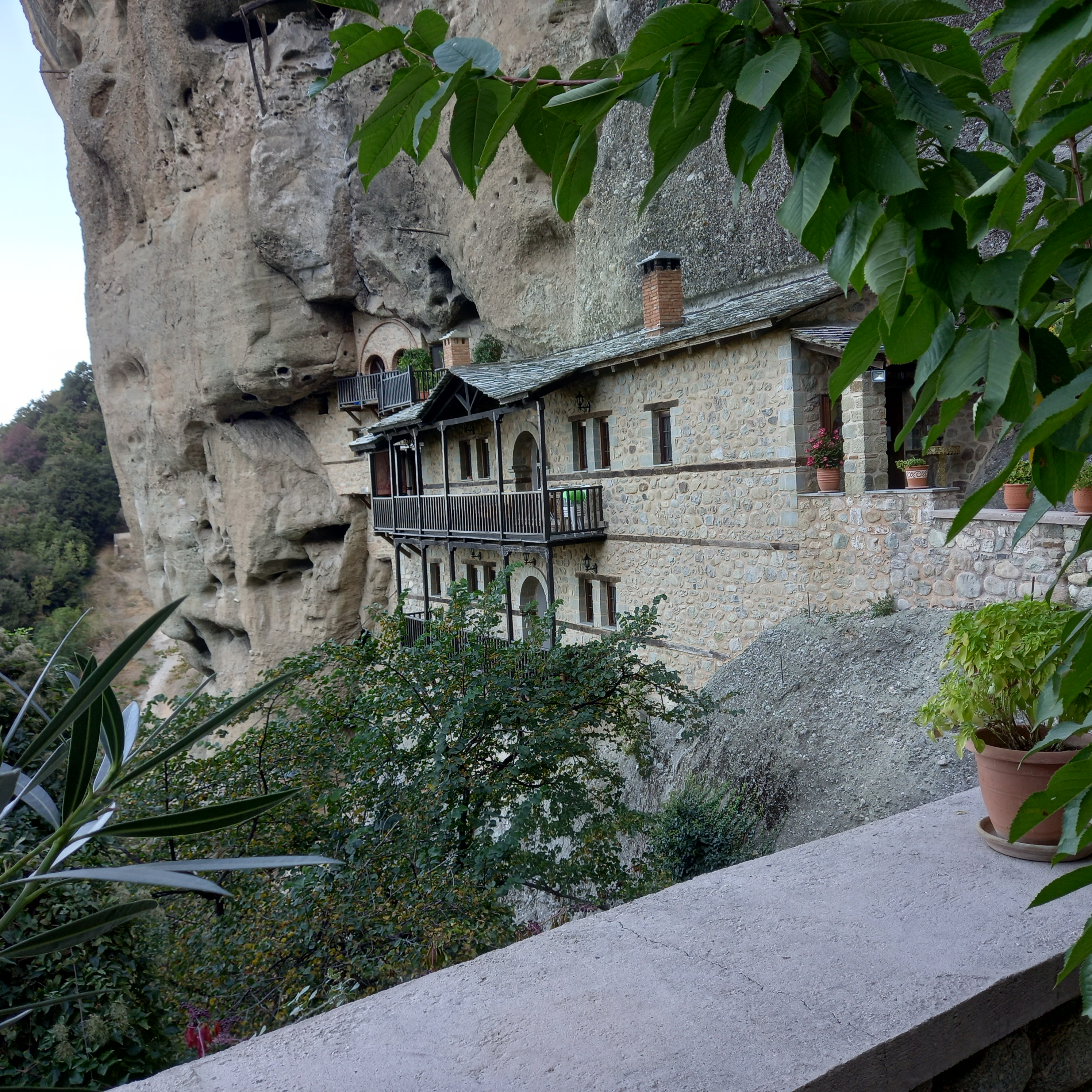
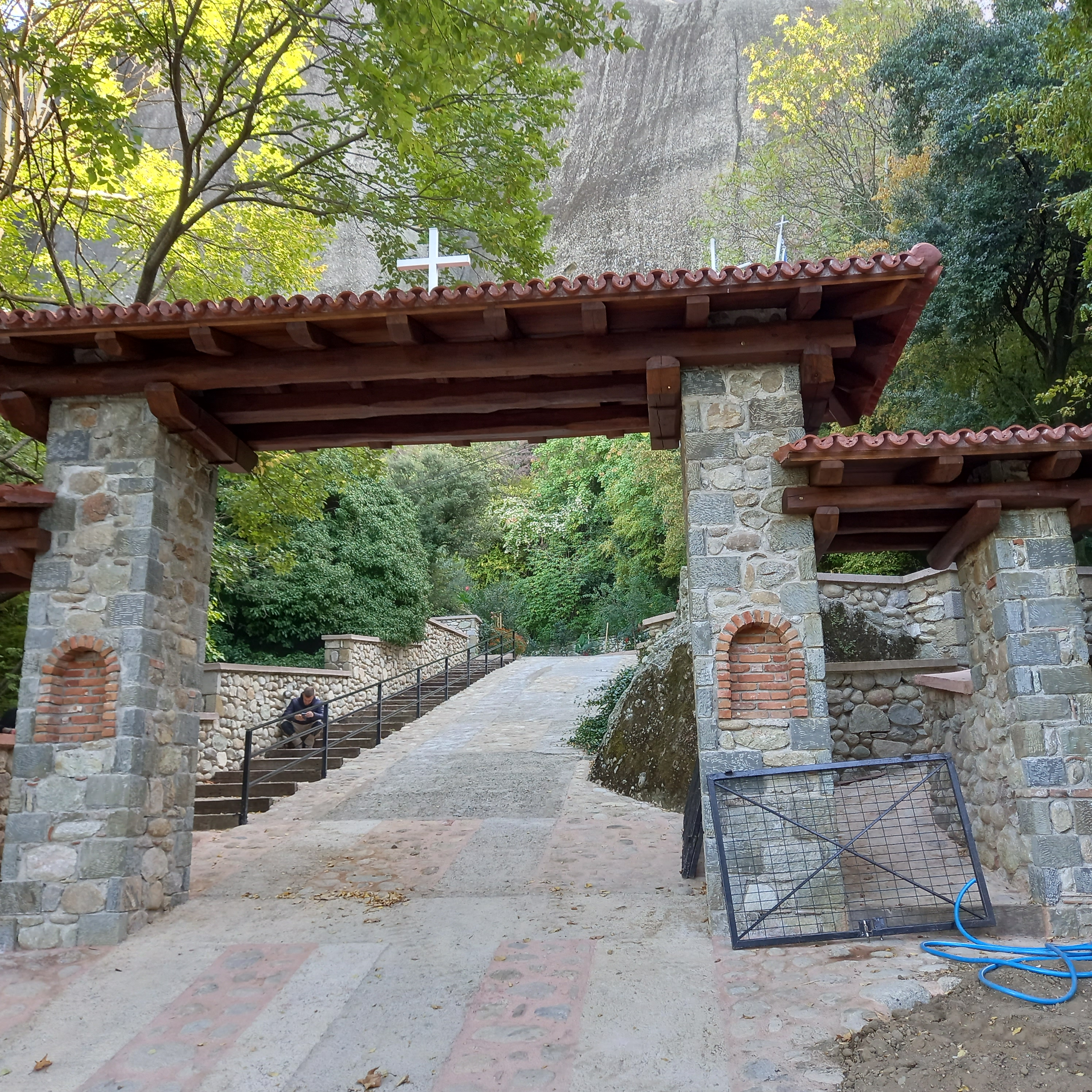
بوابة المدخل الرئيسي للدير